# Saïd Arif
Pour les articles homonymes, voir Arif.
Saïd Arif alias Omar Gharib (né en 1965 à Oran, Algérie - tué fin mai 2015 en Syrie) est un djihadiste algérien.

## Biographie
Il est un ancien lieutenant de l'armée algérienne qui, après avoir déserté, est devenu un vétéran du djihad, et un lieutenant d'Abou Moussab al-Zarqaoui. 
Vers le milieu des années 1990, il séjourne dans les camps d'Al-Qaïda en Afghanistan, puis il revient en Europe pour s'installer en Allemagne, où il aurait été le dirigeant réel du groupe islamiste de Francfort, dirigé par Mohammed Bensakhria (en), et responsable de l'attentat avorté contre le marché de Noël de Strasbourg en décembre 2000.
Il aurait aussi fait partie de plusieurs autres réseaux, dont :
- Le réseau des faussaires, dirigé par Mohamed Ali Abou Homam depuis Londres et chargé de fournir en faux documents les filières combattantes, démantelé en octobre 2004.
- Le groupe du XIXe arrondissement de Paris, démantelé en janvier 2005.
- Le groupe de d'Ibrahim Mohammed en Allemagne, démantelé le 23 janvier 2005. Ce réseau était chargé d'assassiner Iyad Allaoui, le premier ministre irakien en visite à Berlin et chargé de négocier l'achat d'uranium enrichi au Luxembourg.

Échappant aux arrestations, il réussit à s'enfuir et à se réfugier au Pakistan, puis après les attentats du 11 septembre 2001, il trouve refuge au Caucase et participe à la guérilla tchétchène. C'est là-bas qu'il est contacté par Abou Atiya, un des lieutenants de l'organisation Al-Tawhid, dirigée par Abou Moussab al-Zarqaoui.
Il accepte de rejoindre cette organisation, et part pour les camps d'entraînement de la vallée du Pankissi, où il côtoie d'autres combattants djihadistes venant de France. Il y rencontrera Menad Benchellali (en), surnommé « le chimiste » et cerveau des filières tchétchènes en France.
De retour en Europe, il a la charge de mettre en place des réseaux de convoiement des volontaires européens pour la guerre en Irak, en passant par la Syrie. Il a aussi eu la responsabilité d'acheter et d'acheminer vers Abou Moussab al-Zarqaoui un important lot de puces prépayées de téléphonie mobile auprès de l'opérateur Swisscom. Ces puces furent utilisées par al-Zarqaoui, jusqu'en septembre 2003 pour téléphoner depuis l'Irak et depuis les zones frontalières syriennes de la région de Husseiba. L'enquête menée par l'Office fédéral Suisse a permis de dresser un tableau récapitulatif des appels fait par le chef terroriste.
Vers septembre 2003, Saïd Arif arrive en Syrie pour prendre en charge la filière syrienne. Utilisant les réseaux constitués en Europe, il s'agissait pour lui de non seulement continuer à alimenter en combattants la guérilla anti-américaine en Irak, mais aussi de commencer à organiser le mouvement de reflux des combattants vers l'Europe et leur réintégration. Plusieurs centaines de djihadistes, après un séjour de combattant en Irak, furent ainsi renvoyés vers leur pays d'origine en Europe, avec comme mission de constituer autant de cellules prêtes à se mettre à la disposition d'Al-Qaïda pour exporter en Europe le terrorisme islamiste.
Arrêté à Damas le 17 juin 2004 et extradé en France sous la juridiction antiterroriste. Après son arrestation et son extradition vers la France, Saïd Arif a révélé au juge Bruguière l'existence des réseaux de combattants islamistes de retour d'Irak et chargés de préparer des attentats, notamment en Italie et en Grande-Bretagne.
Condamné en 2007 pour plusieurs tentatives d’attentats en France, puis libéré en 2011, pour être placé en résidence surveillée, la Cour européenne des droits de l’homme s’est opposée à son expulsion vers l'Algérie, en raison de risques de torture. En janvier 2012, il s'échappe de sa résidence surveillée. Il est incarcéré à la maison d’arret De Seysses près de Toulouse à compter de mars 2012 avec la mention « DPS » avant d’être libérée 9 mois plus tard pour être placé en résidence surveillée. 
En résidence surveillée à Brioude et après avoir reçu une aide de 5 000 euros de l'agence Pôle emploi de Brioude, il avait donné le 21 mars 2013 une interview au journal Le Renouveau, poursuivi pour apologie du terrorisme par le tribunal correctionnel du Puy-en-Velay. La publication de l'interview est reprise par la presse nationale,,. 
Il s'enfuit en mai 2013, vraisemblablement en Syrie où il aurait été reconnu en février 2014. 

### Mort
Sa mort est annoncée par plusieurs djihadistes sur des réseaux sociaux, mais n'est pas encore confirmée par le groupe Jound al-Aqsa auquel il appartient. Des photos de son corps démembré aurait été exhibées à cette occasion. Il aurait été tué en Syrie lors d'un raid aérien de la coalition à la fin du mois de mai 2015. La mort de Saïd Arif, tué par un drone américain, est confirmée à l'AFP par des responsables français en septembre 2015.